# Havelian
Havelian è una città di 37 400 abitanti posta a 867 m s.l.m. a 7 km dalla valle di Ninlaan. 

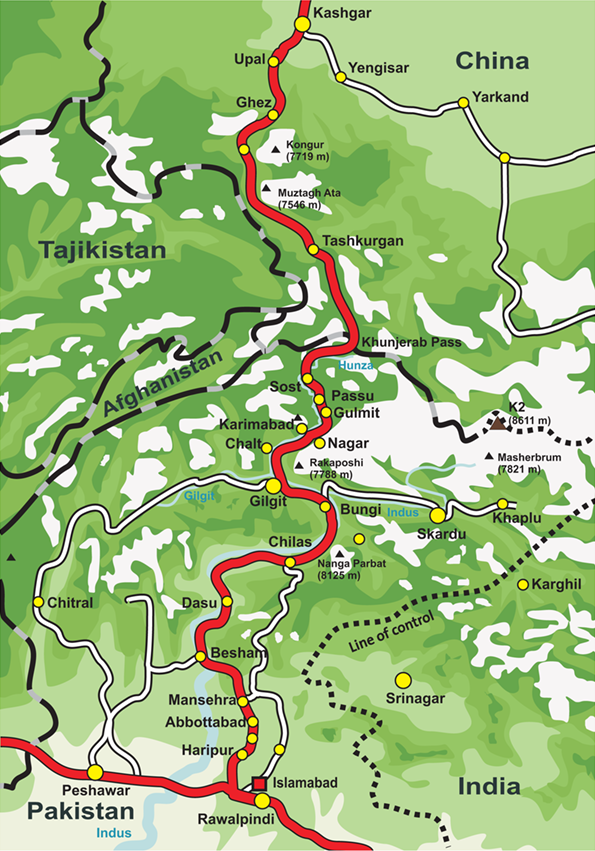
Cartina della Strada del Karakorum

Seconda in ordine di importanza del Distretto di Abbottabad facente parte della regione di Hazara della Provincia del Nordovest pakistana, la città è nota soprattutto per essere il terminale meridionale della Strada del Karakorum, la più elevata strada asfaltata al mondo che ha l'altro terminale in Kashgar (Cina) ricalcando uno degli itinerari della Via della seta.